# Нагурный, Владимир Александрович
Владимир Александрович Нагурный (17 августа 1935 год, село Новопавловка — 25 мая 2001 год, село Новопавловка, Теректинский район, Западно-Казахстанская область) — бригадир колхоза имени Мичурина Теректинского района Уральской области, Казахская ССР. Герой Социалистического Труда (1981).

## Биография
Родился в 1935 году в крестьянской семье в селе Новопавловка (сегодня — Теректинский район). В 1953 году окончил училище механизации сельского хозяйства, после чего трудился комбайнёром в колхозе имени Мичурина Теректинского района. Позднее был назначен бригадиром тракторно-полеводческой бригады.
Бригада Владимира Нагурного ежегодно перевыполнял производственный план. В 1981 году удостоен звания Героя Социалистического Труда «за выдающиеся успехи, достигнутые в выполнении планов и социалистических обязательств по продаже государству в 1980 году миллиарда пудов зерна и перевыполнении планов десятой пятилетки по производству и закупкам хлеба и других сельскохозяйственных продуктов».
Скончался в 2001 году в селе Новопавловка.
Награды
- Герой Социалистического Труда — указом Президиума Верховного Совета СССР от 19 февраля 1981 года
- два ордена Ленина (10.12.1973; 19.02.1981)
- орден Трудового Красного Знамени (24.12.1976)
- орден «Знак Почёта»